# Клочко, Иван Гаврилович
Иван Гаврилович Клочко или Клочок (6 мая 1890—10 сентября 1937) — украинский эсер,  член Всероссийского Учредительного собрания (УС), затем большевик, советский военный деятель.

## Биография
Родился в семье крестьян-украинцев в с. Браница Козелецкого уезда Черниговской губернии. C 1903 по 1907 год учился в  городском училище в Козельце, а в 1910 году выпускник Глуховского учительского института. C июня 1910 по август 1915 года служил учителем в Чернигове. В сентябре 1915 года мобилизован в Российскую императорскую армию. Юнкер 2-го Киевского Николаевского пехотного училища. Выпущен 1 января 1916 в чине прапорщика с последующим зачислением в армейскую пехоту. С сентября 1916-го  занимал должность командира роты 88-го запасного пехотного полка в Костроме. К 1917 году имел чин подпоручика 129-го пехотного Бессарабского полка. В 1917 году вступил в партию украинских социалистов-революционеров, председатель комитета украинских эсеров 12-й армии Северного фронта.  Член Совета солдатских депутатов в Риге и Валке. В августе 1917 года назначен комиссаром 21-го корпуса 12-й армии.
В конце 1917 года избран в Всероссийское Учредительное собрание по избирательному округу Северного фронта по списку № 4 (украинские эсеры и мусульманские социалисты). Единственный от этого списка по данному избирательному округу. 5 января 1918 года участвовал в первом и последнем заседании Учредительного собрания.
В 1918 году перешёл в РСДРП(б). Уже с января 1918 года — командир партизанского отряда на Украине. Затем по сентябрь 1921 был членом ревкома, начальником штаба подпольных сил, начальником 1-го района обороны г. Харькова, начальником и военным комиссаром Школы червонных старшин в г. Харькове.
В 1921—1924 годах учился на основном факультете Военной академии РККА. Параллельно с учёбой в 1923—1924 годах работал  военным советником при ЦК Компартии Германии. В 1923 году проголосовал за троцкистскую резолюцию, но в тот же день от неё отказался.
- В апреле 1924 года назначен начальником военно-академического отдела Управления военно-учебных заведений РККА[5].
- В 1925 году избран член Центрального совета военно-научного общества СССР[5].
- С марта 1926 года служил военным атташе при полномочных представительствах СССР одновременно в трёх странах — в Латвии, Эстонии и Литве[5].
- В апреле 1927 года занял должность военного атташе при полномочном представительстве СССР в Польше[5].
- В марте 1930 года стал помощником начальника 4-го (Разведывательного) управления, одновременно — начальник 3-го  (информационно-статистического отдела) Штаба РККА[5].
- С февраля 1931 года командир и военный комиссар 5-й Витебской стрелковой дивизии[5] (Полоцк).
- В январе 1932 года назначен заместителем начальника штаба Белорусского военного округа[5] (Смоленск).
- С декабря 1932 года назначен начальником штаба Военной академии имени М. В. Фрунзе[5].
- В декабре 1933 года занял должность военного атташе при полномочном представительстве СССР в Турции[5].
- 26 ноября 1935 года получил чин комбрига[4].
- С февраля 1936 года назначен начальник научного военно-исторического отдела Генерального штаба РККА[5].

8 июня 1937 года арестован НКВД.  Обвинён в участии в контр-революционной террористической организации (или  в военном заговоре). 10 сентября 1937 года приговорён Военной коллегией Верховного суда СССР к расстрелу. Расстрелян в тот же день. Прах захоронен на Донском кладбище в Москве (в могиле не востребованных прахов № 1). 
Реабилитирован в 26 сентября 1956 года.

## Адреса
- 1937 — Москва, Сивцев Вражек пер., д. 29, кв. 3[7].